# شركة البترول الكويتية العالمية
شركة البترول الكويتية العالمية (Q8) هي شركة بترول كويتية تأسست عام 1983. وهي تعتبر الذراع الدولية لمؤسسة البترول الكويتية. ومن أهم أعمالها، تسويق وبيع الوقود ومواد التشحيم ومشتقات البترول الأخرى إلى أوروبا.
و شبكة شركة البترول الكويتية العالمية مكونة من 4,700 محطة وقود في سبع دول في أوروبا هي، (إيطاليا، ألمانيا، السويد، الدنمارك، هولندا، بلجيكا ولوكسمبورغ). ولديها خدمة غسيل السيارات متطورة. وفي الدنمارك، تعتبر القائدة في قطاع (خدمة غسيل السيارات).

## مصافي نفط
- مصفاة نغي سون (الفيتنام) تبلغ ملكية الشركة فيها حوالي 35.1٪

## وصلات خارجية
- تاريخ الشركة من موقعها الرسمي (بالإنجليزية)